# Юлдашева, Динара Алиджановна
Динара Алиджановна Юлдашева (11 января 1952, Ташкент) — узбекский драматург, театральный режиссёр
, режиссёр кукольного театра.

## Биография
Родилась в 1952 году в творческой семье. Её бабушка Назира Алиева, народная артистка Узбекистана, преподаватель сценической речи в театральном институте.
Окончила Ташкентский театрально-художественный институт по специальности театральный критик в 1974 году. С 1983 по 1988 обучалась в ташкентском государственном педагогическом институте по специальности методика начального образования.
С 1976 по 1986 год заведовала литературной частью в русском ТЮЗе. В 1991 пришла в Республиканский театр кукол, вначале, как заведующая литературной частью, а с 2008 — режиссёром-постановщиком театра, с 2019  -  главный режиссер Государственного театра кукол.

## Поставленные спектакли
- «Веселый Балаганчик» (реж. Ф. Ходжаев, Д. Юлдашева, 1997)
- «И снова Андерсен» (Узб., рус., англ. 2002)
- «Кто сказал мяу?», (2002)
- «Щелкунчик» (реж. Ф. Ходжаев, Д. Юлдашева, 2008)
- «Красная Шапочка»(2008)
- «Звездный мальчик» (2008)
- «Симург» (2009)
- «Тень» (2010)
- «Ох, уж этот Ходжа Насретдин» (2011)
- «Наследство Бахрама»(«Таинственное похищение», 2012)
- «Дюймовочка» (2014 г.)
- "Зайка Поиграйка" (по пьесе "Бука", 2015г.)
- "Солнышко и снежные человечки" (2016г.)
- "Тень" (перепостановка, 2017г.)
- "Ай, да Мыцык!" (2017г.)
- "Мазл и Шлимазл" (2019 г.)

## Семья
Замужем за Тахиром Юлдашевым, доцентом Высшей школы народного танца и хореографии. Имеет троих детей: Надиру (театральный художник, театр оперы и балета им.А.Навои), Шухрата (главный режиссер эфира теле-канала "ЗОР" ТВ) и Шавката ( оператор и режиссер монтажа в Медиа холдинге "Unique present"). Имеет двух внучек Ренату и Динару.